# Neoporus hybridus
Neoporus hybridus är en skalbaggsart som först beskrevs av Aubé 1838.  Neoporus hybridus ingår i släktet Neoporus och familjen dykare. Inga underarter finns listade i Catalogue of Life.